# Округ Гaтри (Ајова)
Гатри (енгл. Guthrie County) је округ у америчкој савезној држави Ајова.

## Демографија
По попису из 2010. године број становника је 10.954, што је 399 (-3,5%) становника мање 2000. године.
| Група             | 2000.          | 2010.          |
| Белци             | 11.129 (98,0%) | 10.595 (96,7%) |
| Афроамериканци    | 14 (0,1%)      | 16 (0,1%)      |
| Азијати           | 16 (0,1%)      | 37 (0,3%)      |
| Хиспаноамериканци | 120 (1,1%)     | 202 (1,8%)     |
| Укупно            | 11.353         | 10.954         |